# 森駅 (北海道)
森駅（もりえき）は、北海道茅部郡森町字本町（あざほんちょう）にある北海道旅客鉄道（JR北海道）函館本線の駅である。駅番号はH62。電報略号はモリ。事務管理コードは▲140114。

## 概要
函館本線の単独駅だが、函館方面は大沼駅 - 当駅間が大沼公園駅経由の本線と渡島砂原駅経由の支線（砂原支線）に分かれており、両路線の乗り換え駅となっている。長万部方面は、当駅から鷲ノ巣信号場までの間が複線となっている。
快速「アイリス」が停車した。優等列車はすべて停車する。

## 歴史
- 1903年（明治36年）

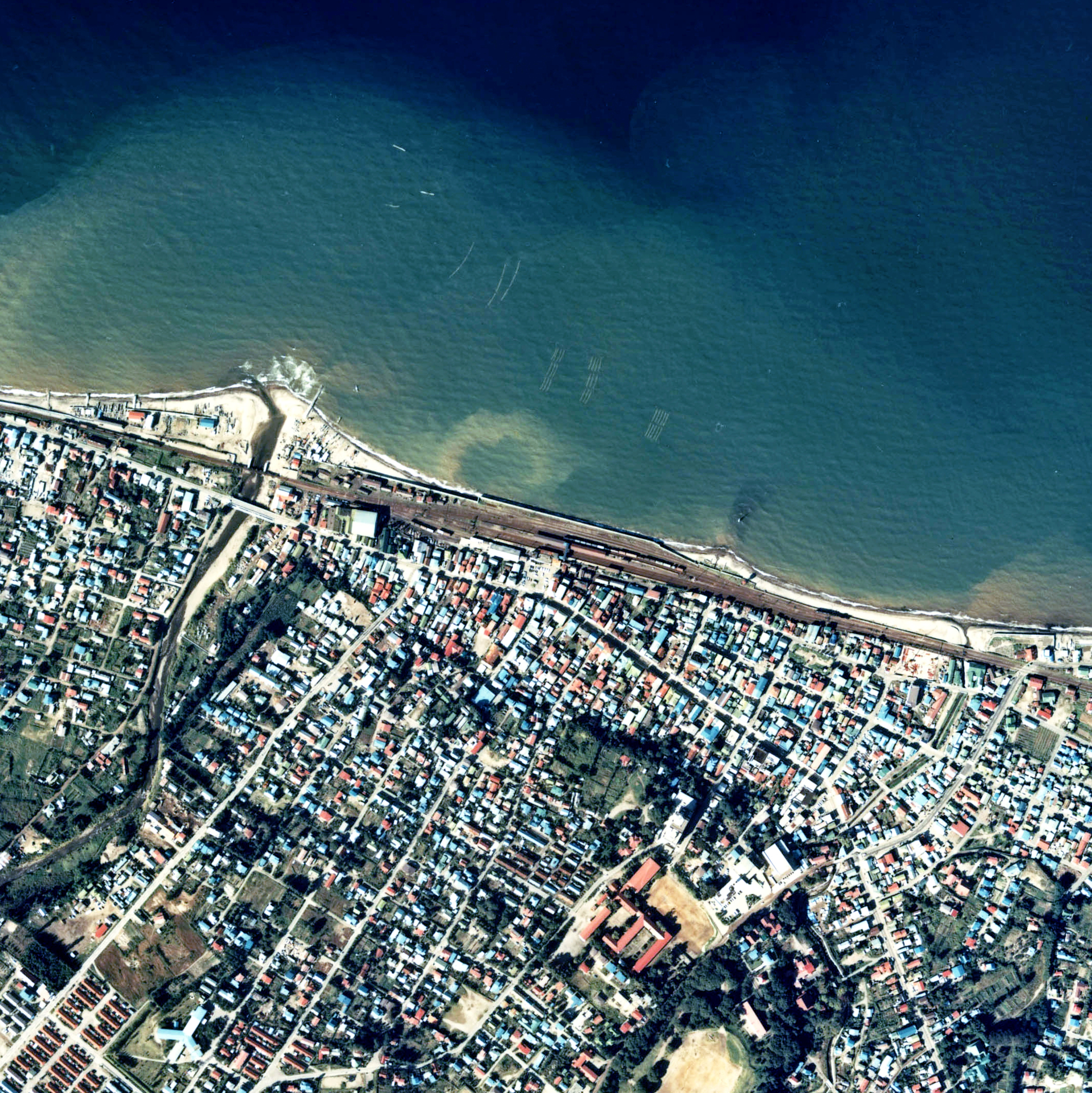
1976年の森駅と周囲約1.5km範囲。右は下が本線、上が砂原支線、いずれも単線の大沼方面。単式と島式の複合ホーム2面3線の間に中線を有し、駅舎横長万部方の切欠き状の貨物ホームへ2本、その長万部方の土場に2本の貨物用引込線、それぞれの合流点付近から本線長万部方に沿って鳥崎川手前まで引上げ線が伸びる。駅裏側には2本の仕分けまたは留置線とその外に機回し線、さらにその外に大沼方から堤防に沿って2本の側線、大沼方合流線からは大沼方面に右端近くの踏切まで本線に沿って引上げ線が伸び、長万部方合流線からは駅裏長万部方へ車庫線が分岐してその先に転車台が残されている。本線長万部方では鳥崎川の新橋の橋脚など複線化工事が進捗しつつある。

  - 6月28日：北海道鉄道 本郷駅（現在の新函館北斗駅） - 当駅間の開通に伴い、同線の終着駅（一般駅）として開業。開業時は森-函館間を1日4往復[5]
  - 11月3日：北海道鉄道 当駅 - 熱郛駅間の延伸開業に伴い、途中駅となる。
- 1907年（明治40年）7月1日：北海道鉄道国有化に伴い、国有鉄道に移管。
- 1909年（明治42年）10月12日：国有鉄道線路名称制定に伴い、函館本線の駅となる。
- 1911年（明治44年）8月：駅舎改築、跨線橋設置[6]。
- 1927年（昭和2年）
  - 10月：海岸埋立等、構内改築拡張工事竣工[6]。
  - 12月25日：渡島海岸鉄道の当駅 - 砂原駅（現在の渡島砂原駅）間が開通。
- 1930年（昭和5年）11月：駅舎改築[6]。
- 1945年（昭和20年）1月25日：渡島海岸鉄道が国有化と同時に廃止。渡島海岸鉄道線を継承する形で函館本線（砂原支線）当駅 - 渡島砂原駅間が開業。
- 1949年（昭和24年）6月1日：日本国有鉄道法施行に伴い、日本国有鉄道（国鉄）が継承。
- 1950年（昭和25年）12月25日：駅舎改築（RC2階建て）[6]。
- 1954年（昭和29年）8月9日：昭和天皇、香淳皇后のお召し列車が停車。駅前奉迎が行われた[7]。
- 1978年（昭和53年）
  - 3月：駅舎改築[8]。
  - 4月3日：全面改築工事竣工[6]。
- 1979年（昭和54年）9月27日：函館本線 当駅 - 桂川仮乗降場（現在の桂川駅）間が複線化[9]。
- 1982年（昭和57年）11月15日：貨物扱い廃止[8]。
- 1986年（昭和61年）11月1日：荷物扱い廃止[8]。
- 1987年（昭和62年）4月1日：国鉄分割民営化に伴い、北海道旅客鉄道（JR北海道）の駅となる。
- 2007年（平成19年）10月1日：駅ナンバリングを実施[10]。
- 2014年（平成26年）3月15日：特急「北斗」・「スーパー北斗」全列車が停車するようになる[11]。
- 2015年（平成27年）3月13日：寝台特急「トワイライトエクスプレス」の廃止に伴い、当駅を通過する特急列車がなくなる。
- 2022年（令和4年）度：話せる券売機を設置[12]。
- 2023年（令和5年）3月18日：みどりの窓口営業時間が 5：00～22：00から 5：00～19：40に変更となる。
- 2024年（令和6年）3月16日：みどりの窓口営業時間が 5：00～19：40から 6：30～18：50に変更となる。[13]
- 2025年（令和7年）3月15日：みどりの窓口営業時間が 6：30～18：50から 8：00～15：50に変更となる。

## 駅構造
島式ホームと単式ホームを組み合わせた2面3線の地上駅。1・2番のりばの間に中線があり、下り列車の通過線として利用される。3番のりば外側の留置線の先は海岸となっている。
函館ブロック所属の終日社員配置駅（駅長・助役配置）。みどりの窓口、話せる券売機がある。
管理駅として函館本線の石倉駅・駒ヶ岳駅と砂原支線の渡島砂原駅までを管理する。

### のりば
| 番線 | 路線      | 方向 | 行先                 | 備考                 |
| ---- | --------- | ---- | -------------------- | -------------------- |
| 1    | ■函館本線 | 下り | 長万部・札幌方面     |                      |
| 2    | ■函館本線 | -    | -                    | 待避線・当駅折り返し |
| 3    | ■函館本線 | 上り | 新函館北斗・函館方面 |                      |

- 夜間滞泊が設定されている。

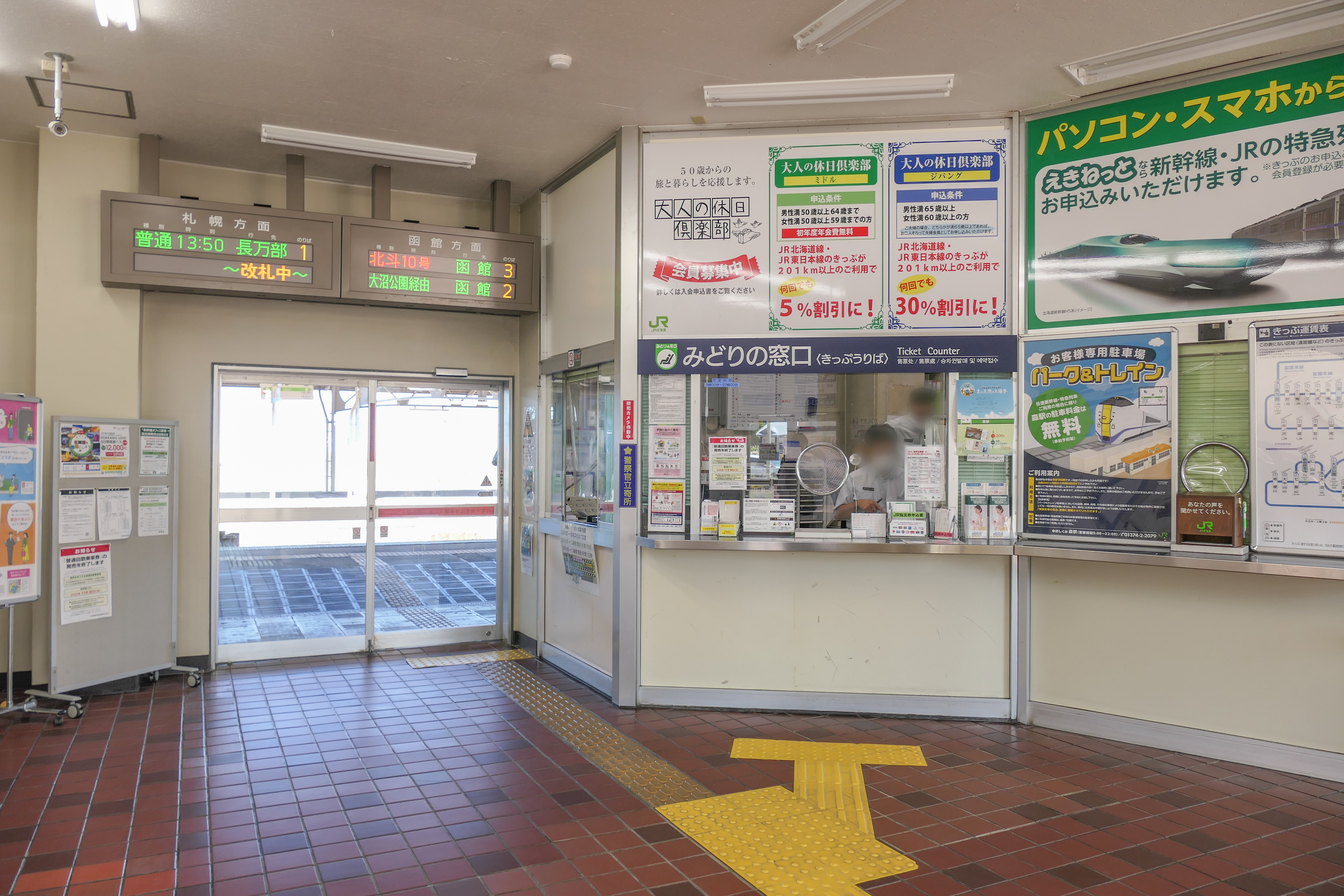
改札口（2022年9月）
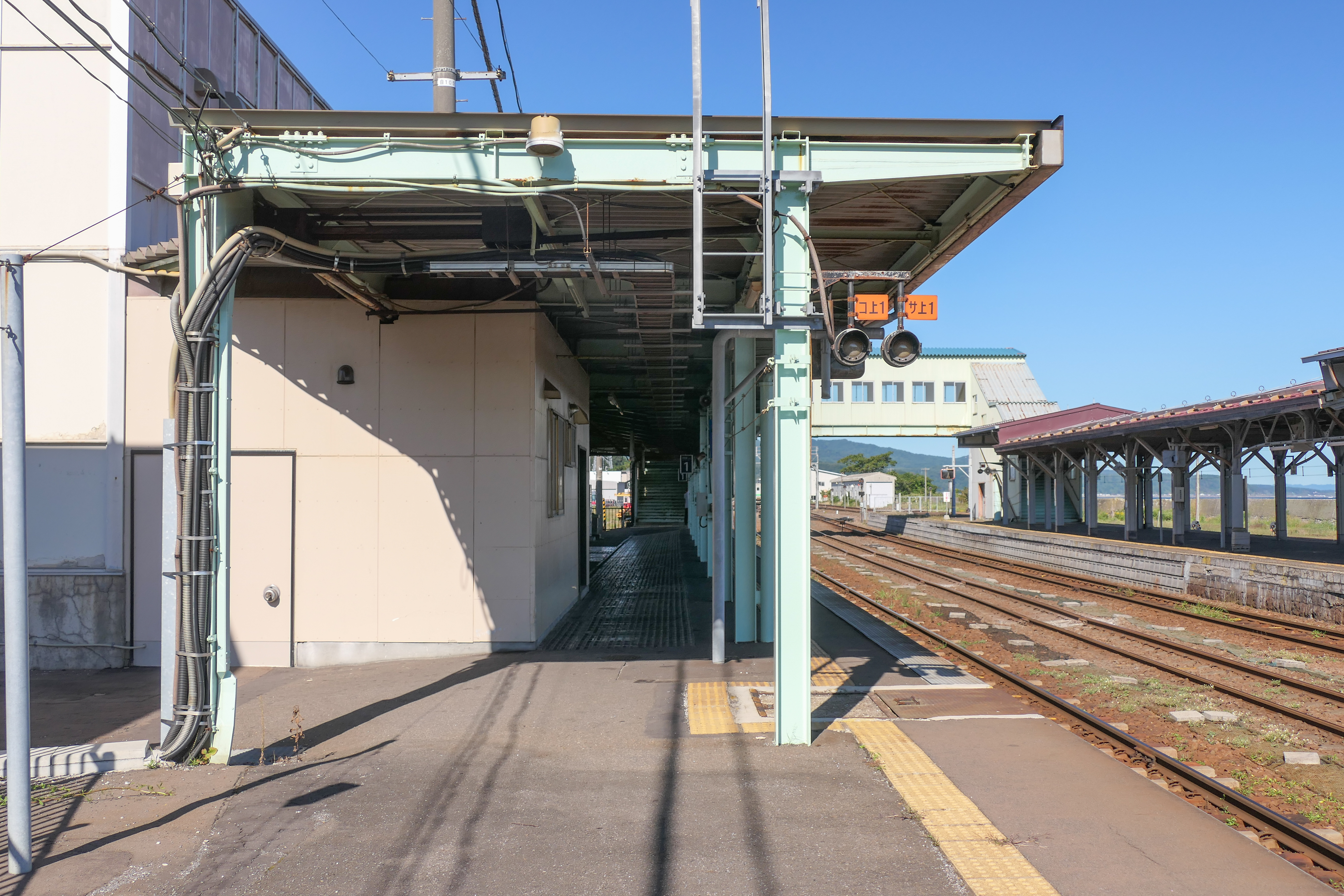
1番線ホーム（2022年9月）
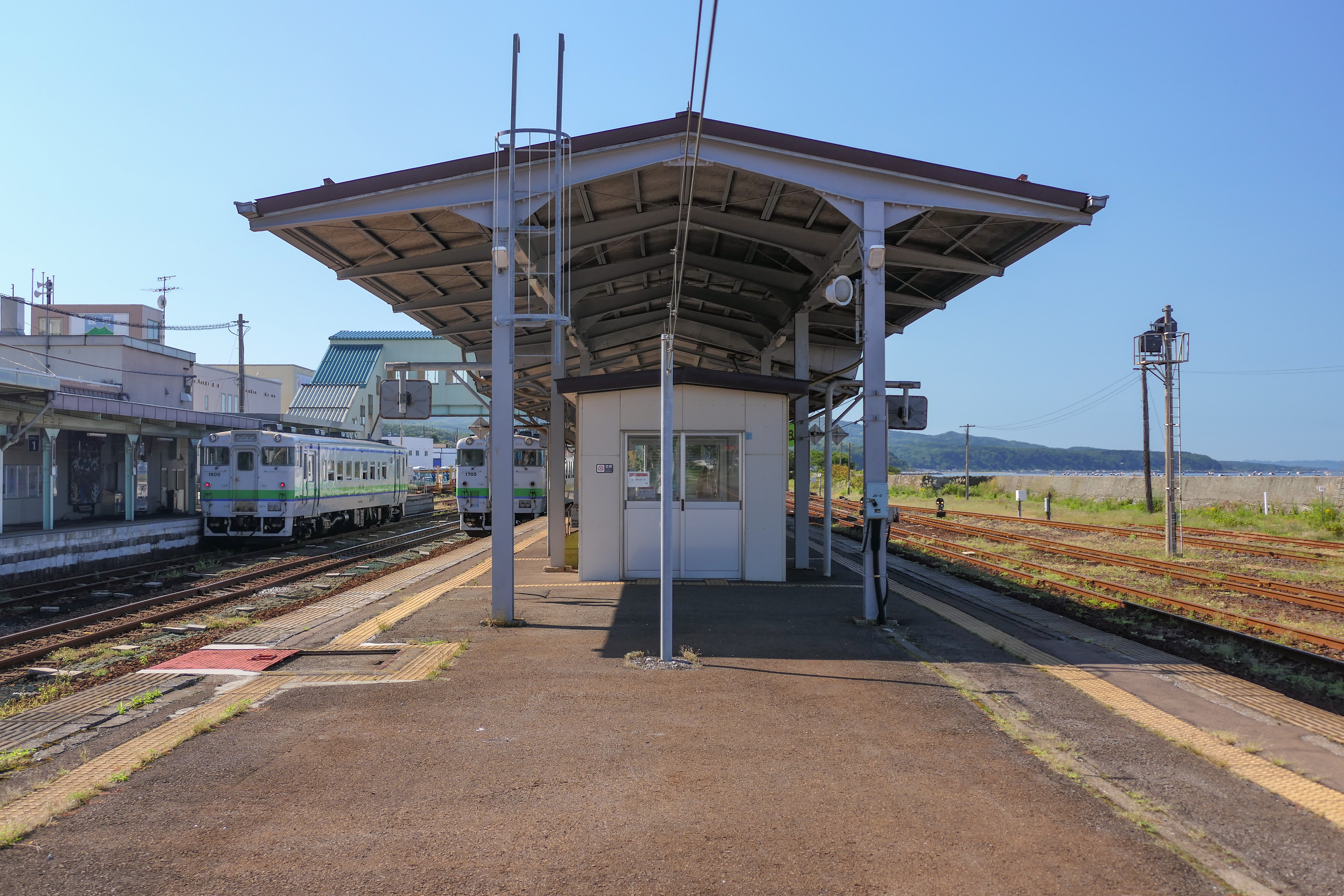
2・3番線ホーム（2022年9月）
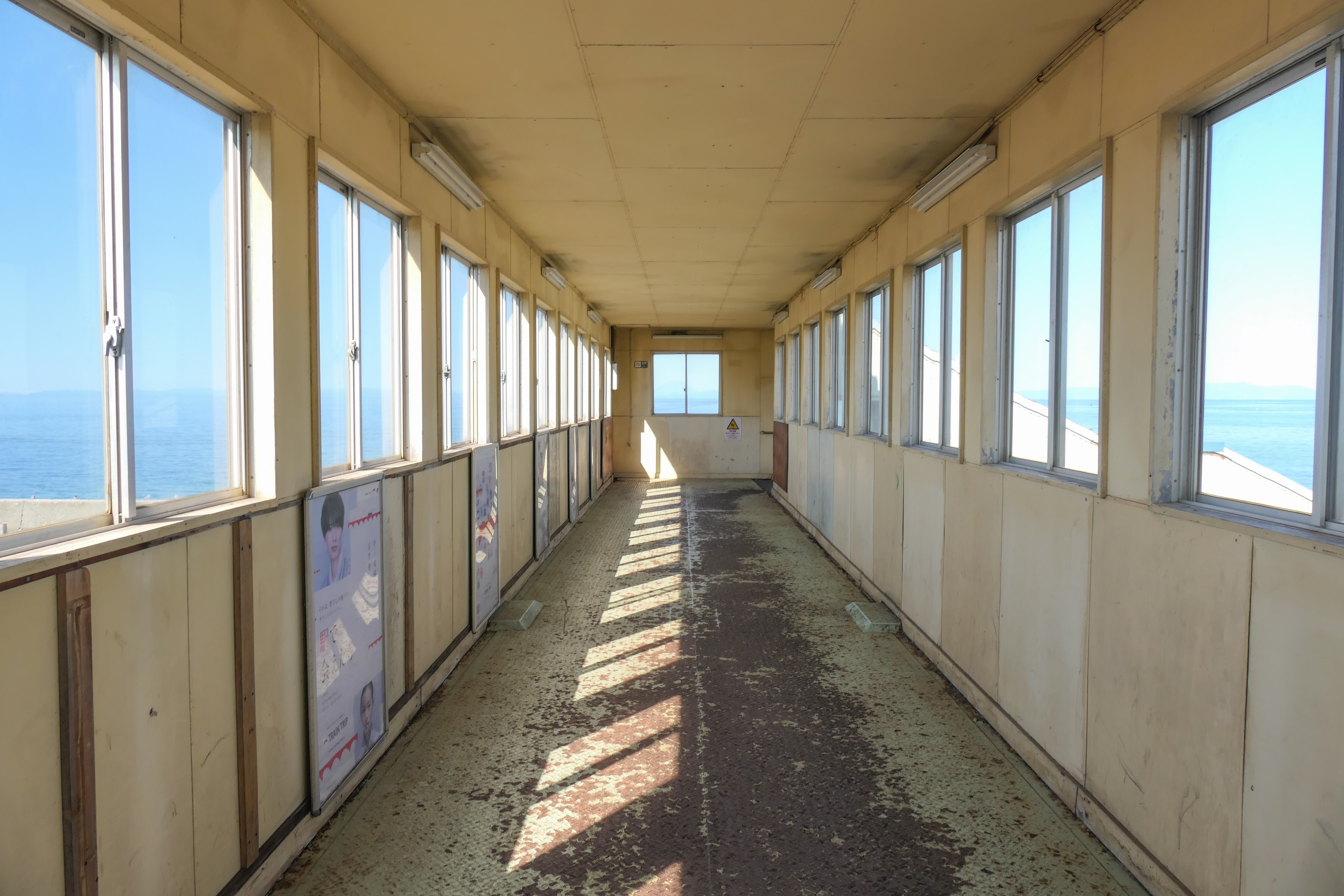
跨線橋（2022年9月）
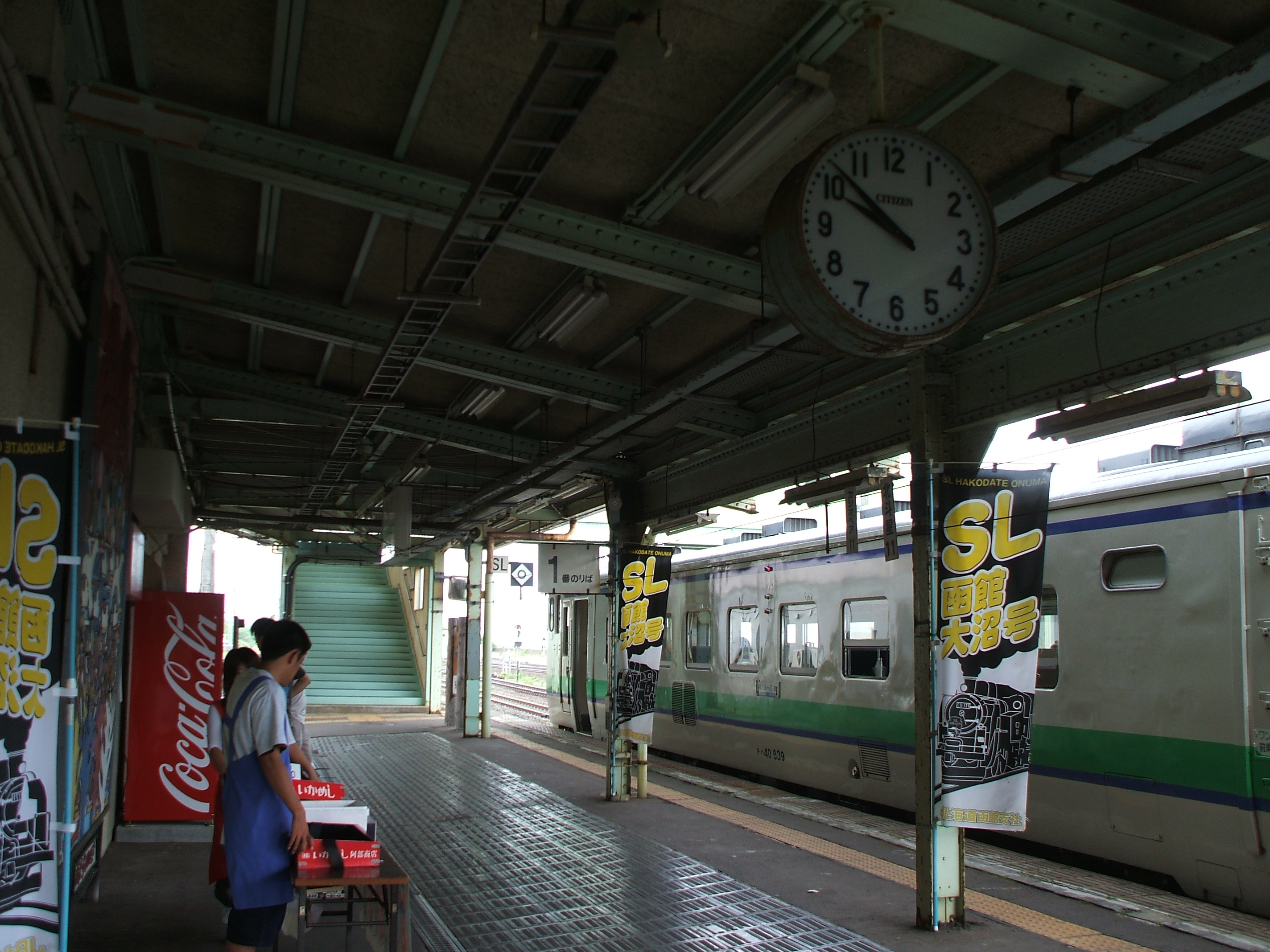
1番線ホームでのいかめしの立ち売り風景（2007年8月）
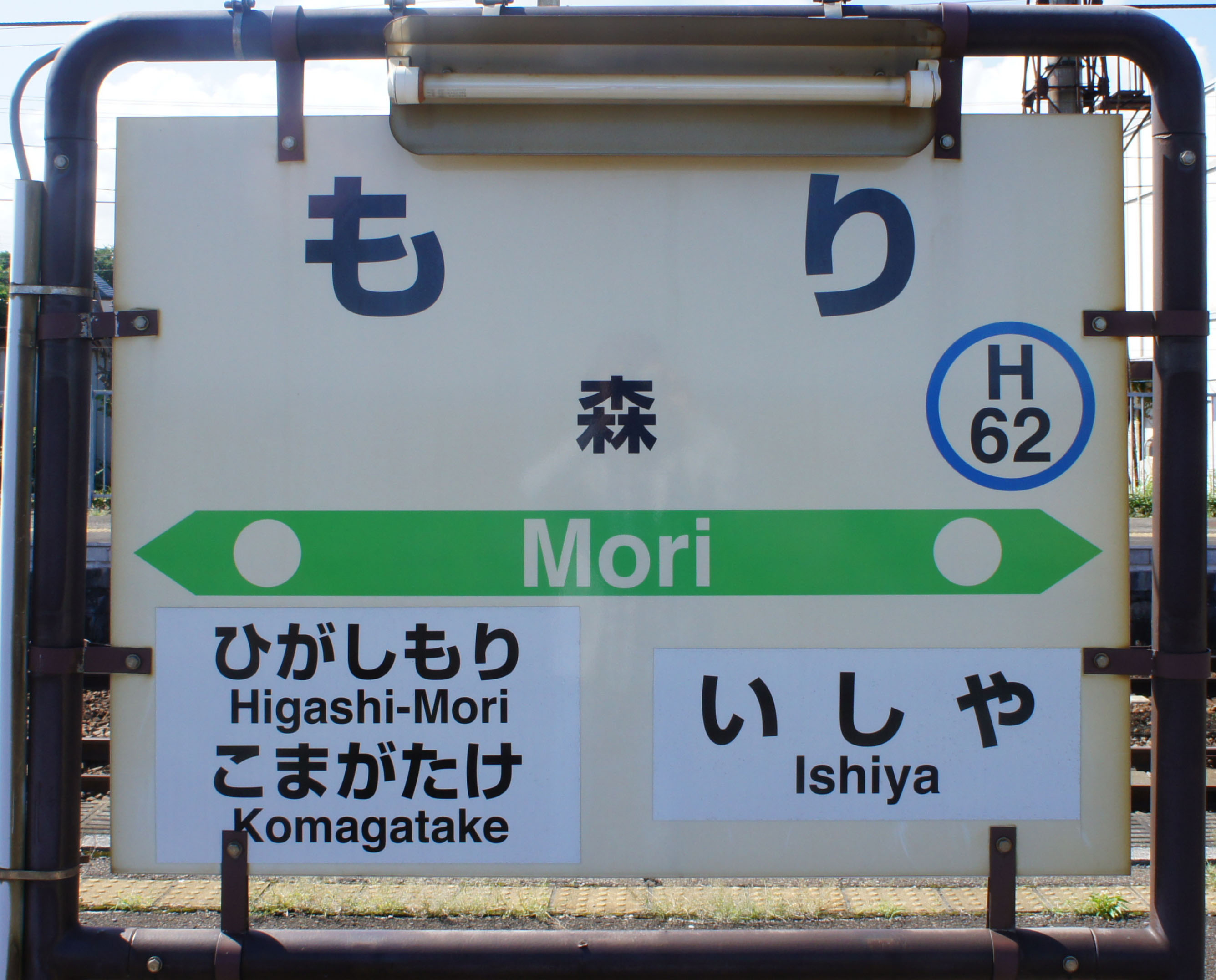
駅名標（2017年9月）

## 利用状況
乗車人員の推移は以下の通り。年間の値のみ判明している年度は日数割で算出した参考値を括弧書きで示す。出典が「乗降人員」となっているものについては1/2とした値を括弧書きで乗車人員の欄に示し、備考欄で元の値を示す。
また、「JR調査」については、当該の年度を最終年とする過去5年間の各調査日における平均である。
| 年度               | 乗車人員（人） | 乗車人員（人） | 乗車人員（人） | 出典           | 備考 |
| 年度               | 年間           | 1日平均        | JR調査         | 出典           | 備考 |
| ------------------ | -------------- | -------------- | -------------- | -------------- | ---- |
| 1978年（昭和53年） |                | 995.0          |                | [ 15 ]         |      |
| 2007年（平成19年） |                | 300            |                | [ * 2 ]        |      |
| 2008年（平成20年） |                | 290            |                | [ * 2 ]        |      |
| 2009年（平成21年） |                | 280            |                | [ * 2 ]        |      |
| 2011年（平成23年） |                | 290            |                | [ * 3 ]        |      |
| 2012年（平成24年） |                | 298            |                | [ * 3 ]        |      |
| 2013年（平成25年） |                | 276            |                | [ * 3 ]        |      |
| 2014年（平成26年） |                | 268            |                | [ * 4 ]        |      |
| 2015年（平成27年） |                | 276            |                | [ * 5 ]        |      |
| 2016年（平成28年） |                | 277            |                | [ * 6 ]        |      |
| 2017年（平成29年） |                | 278            | 190.0          | [ 16 ] [ * 7 ] |      |
| 2018年（平成30年） |                | 291            | 192.0          | [ 17 ] [ * 8 ] |      |
| 2019年（令和元年） |                | 277            |                | [ * 9 ]        |      |
| 2020年（令和02年） |                | 230            |                | [ * 10 ]       |      |
| 2021年（令和03年） |                | 219            |                | [ * 10 ]       |      |
| 2022年（令和04年） |                | 215            |                | [ * 1 ]        |      |

## 駅弁
主な駅弁は下記の通り。
- いかめし

## 駅周辺

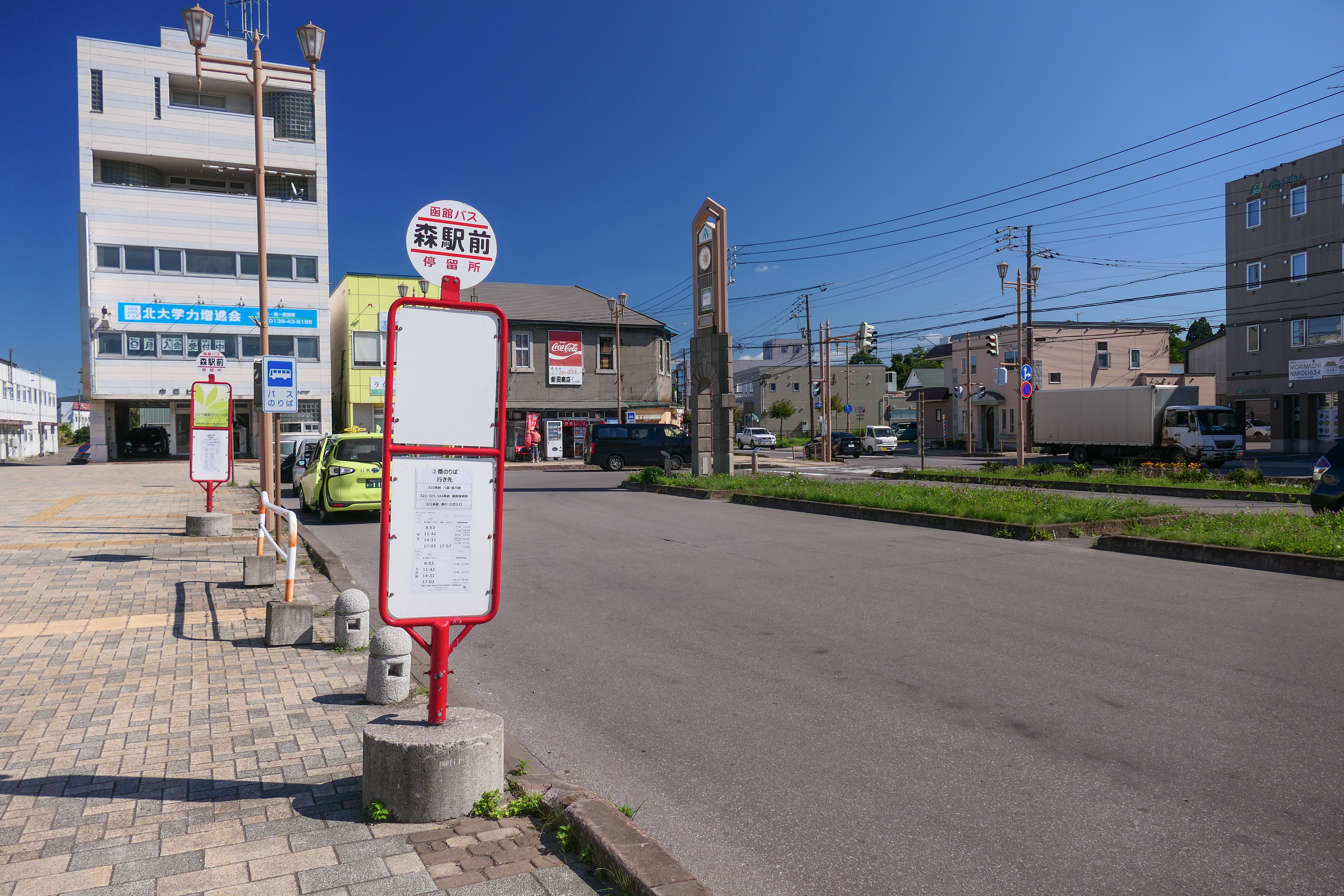
駅前ロータリーと「森駅前」停留所（2017年9月）

- 函館バス、森町地域公共交通バス「森駅前」停留所[19][20]
- 北海道道606号霞台森停車場線・北海道道794号森停車場線・北海道道1028号森砂原線
- 森町役場
- 森警察署
- 森郵便局
- 森本町郵便局
- 渡島信用金庫本店営業部
- 北洋銀行森支店
- 新函館農業協同組合（JA新はこだて）森基幹支店
- ルーストンホテル（2005年（平成17年）6月1日開業）[21]
- ビジネスホテル フレスコ 森
- オニウシ公園
- 青葉ヶ丘公園（桜の名所）
- 国道5号
  - 高速はこだて号「森町」停留所[22]
- 道の駅YOU・遊・もり
- ラルズマート森店
- 森町国民健康保険病院

## その他
- 函館本線内の三連休東日本・函館パスのフリーエリアは当駅までである。

## 隣の駅
北海道旅客鉄道（JR北海道）
■函館本線（本線）

駒ヶ岳駅 (H65) - *東山駅 (H64) - （姫川信号場） - *（森川信号場） - 森駅 (H62) - *桂川駅 (H61) - （石谷信号場） - * 本石倉駅 (H59)  - 石倉駅 (H58)
*打消線は廃駅および廃止信号場
■函館本線（砂原支線）
東森駅 (N63) - 森駅 (H62) - （本線石倉方面）

### かつて存在した路線
渡島海岸鉄道
渡島海岸鉄道線
森駅 - 新川停留所 - 東森駅